# Alexis Brunel
Pour les articles homonymes, voir Brunel.
Alexis Brunel est un homme politique français né le 15 octobre 1793 à Brest (Finistère) et mort le 19 avril 1849 à Paris.

## Biographie
Président du tribunal civil de Brest, il est député du Finistère de 1848 à 1849, siégeant à droite.

## Sources
- « Alexis Brunel », dans Adolphe Robert et Gaston Cougny, Dictionnaire des parlementaires français, Edgar Bourloton, 1889-1891 [détail de l’édition]